# Листотелы

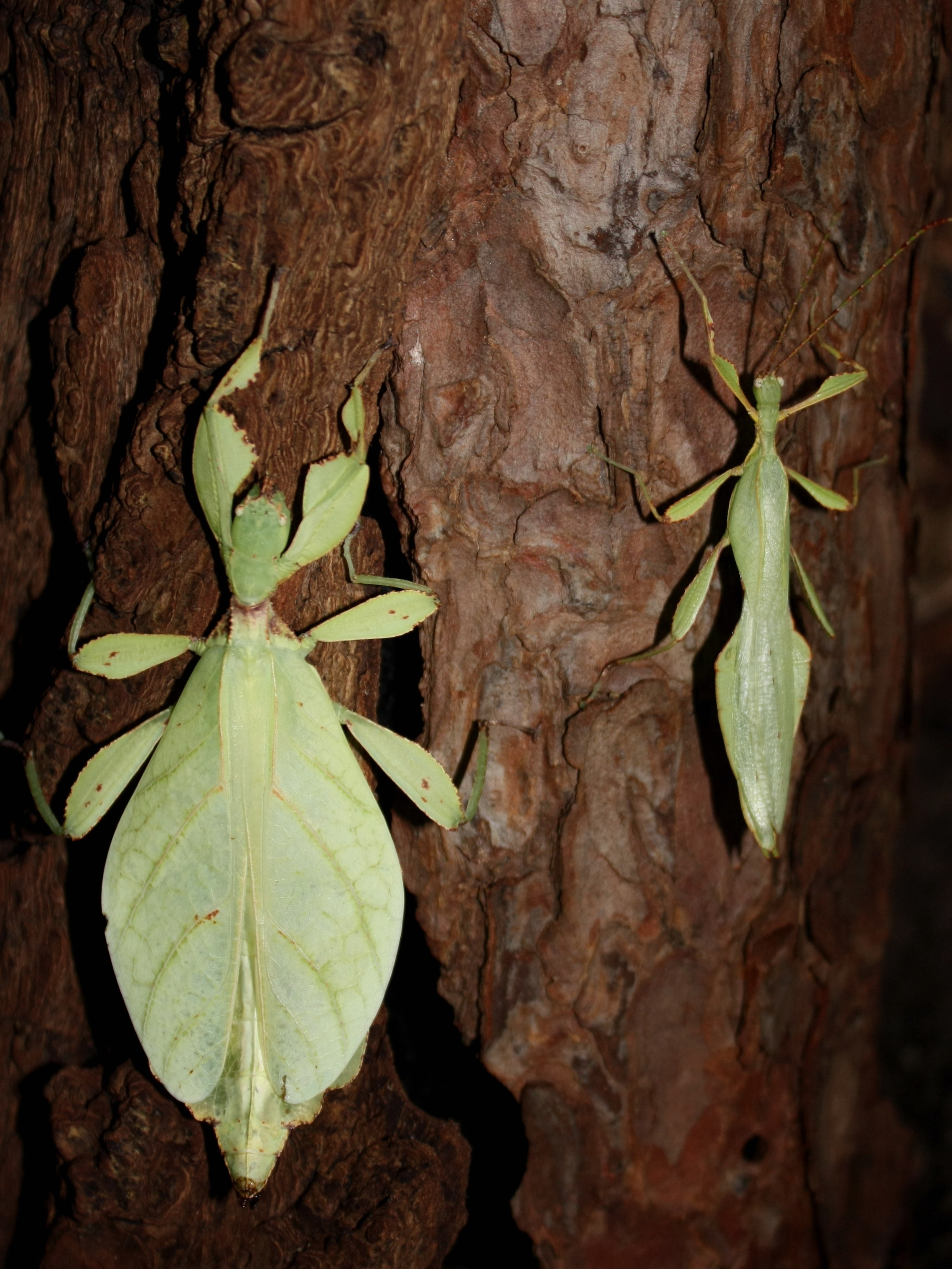
Phyllium jacobsoni, самка (слева) и самец

Листотелы, или листовидки (лат. Phylliidae) — семейство насекомых отряда привиденьевых.

## Распространение
Распространены в тропиках Юго-Восточной Азии (от Пакистана до северо-восточного Китая и Малайского архипелага), северо-восточной Австралии, и на островах Меланезии.

## Описание
Длина тела составляет до 12,5 см. У самок тело широкое, уплощённое. Окраска и жилкование надкрыльев имитируют листья растений, ноги листовидно расширены. Крылья редуцированы, 1 пара. Перемещаются медленно или неподвижно висят на ветвях или черешках листьев. Самцы не похожи на листья, с укороченными надкрыльями, подвижные, хорошо летают, способны к автотомии. Растительноядные. Самки могут размножаться партеногенетически, то есть без самца. Например, Phyllium giganteum представлен преимущественно партеногенетическими самками, а самцы встречаются крайне редко.

## Классификация
В семействе Phylliidae до недавнего времени выделяли 1 подсемейство с 4 родами и 51 видом. В 2017 году описан род Pseudomicrophyllium  Cumming, 2017. Затем один подрод были определён в статусе рода: Comptaphyllium  Cumming et al. 2019. В 2021 году был описан новый род Cryptophyllium  Cumming et al., 2021, а ещё три подрода были повышены в статусе (stat. rev.) до самостоятельных родов: Pulchriphyllium  Griffini, 1898, Comptaphyllium  Cumming et al., 2019 и Walaphyllium  Cumming et al., 2020:

### Phylliini
Триба Phylliini Brunner von Wattenwyl, 1893
- Chitoniscus Stål, 1875 (Океания)
  - Chitoniscus feejeeanus (Westwood, 1864)
  - Chitoniscus lobipes Redtenbacher, 1906
  - Chitoniscus lobiventris (Blanchard, 1853) — typus (Phyllium lobiventre Blanchard)

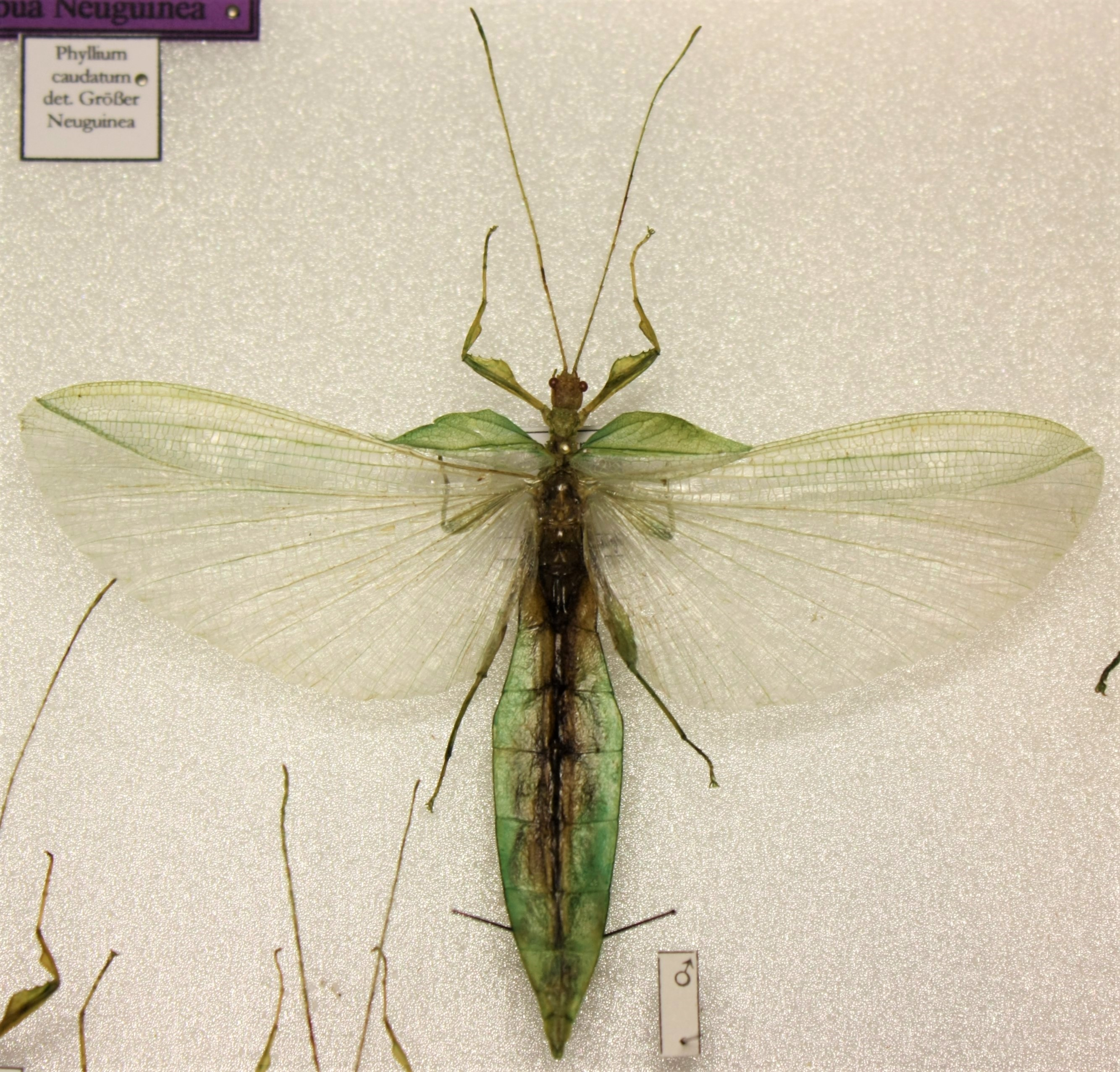
Comptaphyllium caudatum, самец из коллекции D. Größer

- Comptaphyllium Cumming, Le Tirant & Hennemann, 2019 (Австралазия) Comptaphyllium caudatum, самец из коллекции D. Größer
  - Comptaphyllium caudatum Redtenbacher, 1906) — typus (Phyllium caudatum Redtenbacher)
  - Comptaphyllium regina (Cumming, Le Tirant & Hennemann, 2019)
  - Comptaphyllium riedeli (van de Kamp & Hennemann, 2014)

- Cryptophyllium Cumming, Bank, Bresseel, Constant, Le Tirant, Dong, Soner & Bradler, 2021 (Юго-Восточная Азия)
  - Cryptophyllium athanysus Westwood, 1859
  - Cryptophyllium celebicum (De Haan, 1842) — typus (Phyllium celebicum Haan, W. de)
  - Cryptophyllium westwoodii (Wood-Mason, 1875)
  - другие

- Microphyllium Zompro, 2001 (северные Филиппины)
  - Microphyllium haskelli Cumming, 2017
  - Microphyllium spinithorax Zompro, 2001 — typus

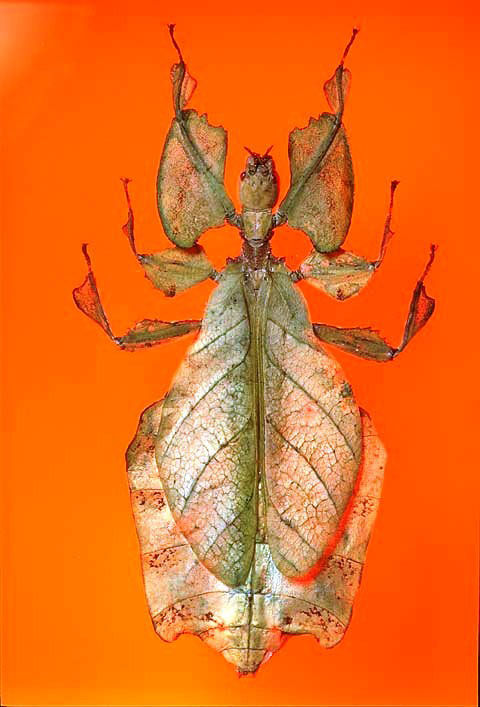
Pulchriphyllium giganteum из коллекции The Children’s Museum of Indianapolis

- Phyllium Illiger, 1798 (Юго-Восточная Азия, Филиппины, Австралазия)
  - Phyllium bilobatum Gray, G.R., 1843
  - Phyllium hausleithneri Brock, 1999
  - Phyllium jacobsoni Rehn J.A.G. & Rehn J.W.H., 1934
  - Phyllium letiranti Cumming & Teemsma, 2018
  - Phyllium siccifolium (Linnaeus, 1758) — typus (Gryllus siccifolius Linnaeus)
  - другие

- Pseudomicrophyllium Cumming, 2017 (северные Филиппины)
  - Pseudomicrophyllium geryon (Gray, G.R., 1843)
  - Pseudomicrophyllium pusillulum (Rehn, J.A.G. & Rehn, J.W.H., 1934) — typus (Pseudomicrophyllium faulkneri Cumming)

- Pulchriphyllium Griffini, 1898 (Юго-Восточная Азия)
  - Pulchriphyllium bioculatum (Gray, G.R., 1832)
  - Pulchriphyllium giganteum (Hausleithner, 1984)
  - Pulchriphyllium pulchrifolium (Serville, 1838) — typus (Phyllium pulchrifolium Serville)
  - другие

- Trolicaphyllium Cumming, Le Tirant & Büscher, 2021 (Пацифика)Trolicaphyllium sarrameaense, самка из коллекции D. Größer

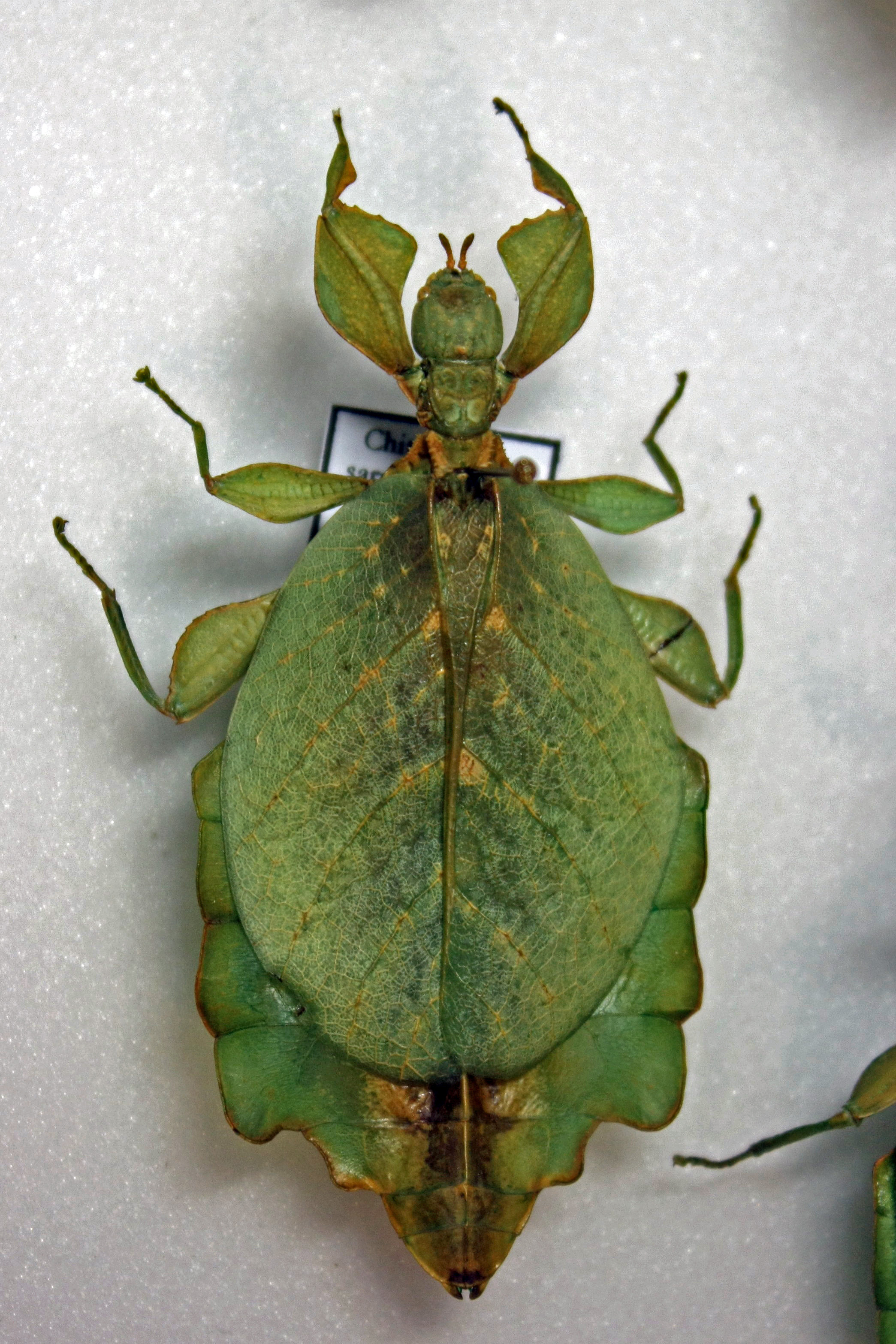
Trolicaphyllium sarrameaense, самка из коллекции D. Größer

  - Trolicaphyllium brachysoma (Sharp, 1898) — typus (Phyllium brachysoma Sharp)
  - Trolicaphyllium erosus (Redtenbacher, 1906)
  - Trolicaphyllium sarrameaense Grösser, 2008)

- Walaphyllium Cumming, Thurman, Youngdale & Le Tirant, 2020 (Австралийская область)
  - Walaphyllium lelantos (Cumming, Thurman, Youngdale & Le Tirant, 2020)
  - Walaphyllium monteithi (Brock & Hasenpusch, 2002)
  - Walaphyllium zomproi (Grösser, 2001) — typus (Phyllium zomproi Grösser)

### Nanophylliini

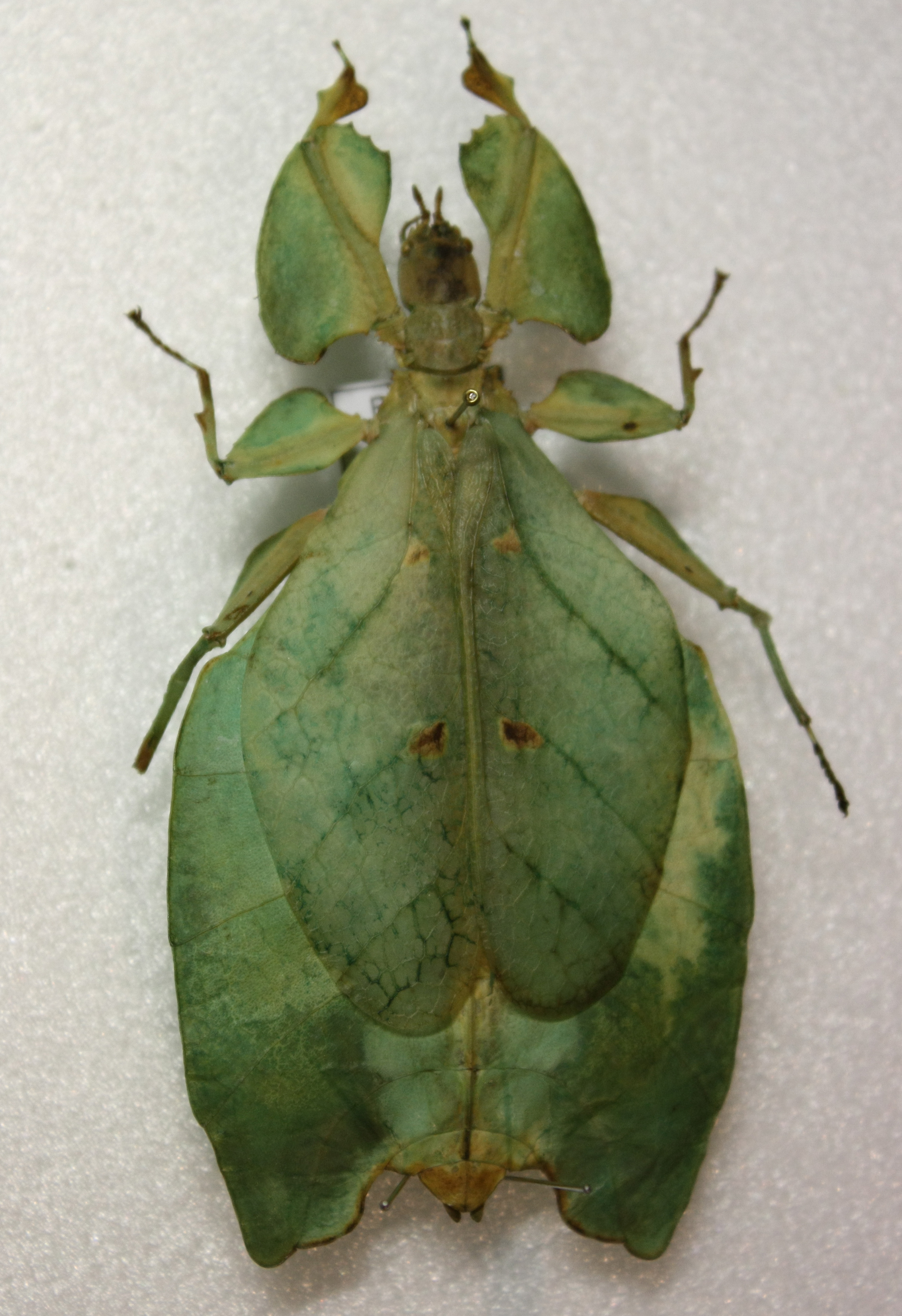
Nanophyllium asekiense, самка из коллекции D. Größer

Распространение: Австралазия, Новая Гвинея; триба Nanophylliini Zompro & Grösser, 2003
- Nanophyllium (Redtenbacher, 1906)
  - Nanophyllium adisi Zompro & Grösser, 2003
  - Nanophyllium asekiense Grösser, 2002
  - Nanophyllium australianum Cumming, Le Tirant & Teemsma, 2018
  - Nanophyllium brevipenne (Grösser, 1992)
  - Nanophyllium chitoniscoides  (Grösser, 1992)
  - Nanophyllium daphne Cumming, Le Tirant, Teemsma, Hennemann, Willemse & Büscher, 2020
  - Nanophyllium frondosum (Redtenbacher, 1906)
  - Nanophyllium hasenpuschi Brock & Grösser, 2008
  - Nanophyllium keyicum (Karny, 1914)
  - Nanophyllium larssoni Cumming, 2017
  - Nanophyllium miyashitai Cumming, Le Tirant, Teemsma, Hennemann, Willemse & Büscher, 2020
  - Nanophyllium pygmaeum (Redtenbacher, 1906) — typus
  - Nanophyllium rentzi Brock & Grösser, 2008
  - Nanophyllium stellae Cumming, 2016
  - Nanophyllium suzukii (Grösser, 2008)